# Viktor Thorn (Skilangläufer)
Viktor Thorn (* 11. Mai 1996 in Ärtemark) ist ein ehemaliger schwedischer Skilangläufer.

## Werdegang
Thorn, der für den Ulricehamns If startete, nahm im Januar 2013 in Östersund erstmals im Skilanglauf-Scandinavian-Cup teil und belegte dabei den 104. Platz im Sprint und den 74. Rang über 15 km Freistil. Beim Europäischen Olympischen Winter-Jugendfestival 2013 in Predeal kam er auf den 42. Platz über 10 km Freistil, auf den 20. Rang im Sprint und auf den 14. Platz über 7,5 km klassisch. Im folgenden Jahr wurde er schwedischer Juniorenmeister im Sprint und über 10 km Freistil. Bei den Nordischen Junioren-Skiweltmeisterschaften 2014 im Fleimstal errang er den 24. Platz im Sprint. Seine besten Platzierungen bei den Nordischen Junioren-Skiweltmeisterschaften 2015 in Almaty waren der 17. Platz im Sprint und der fünfte Rang mit der Staffel. In der Saison 2015/16 belegte er den 11. Platz in der Gesamtwertung des Scandinavian-Cups. Dabei kam er in Otepää mit dem sechsten Platz über 10 km klassisch und den fünften Rang in der anschließenden Verfolgung erstmals im Scandinavian-Cup unter den ersten Zehn. Seine besten Resultate bei den Nordischen Junioren-Skiweltmeisterschaften 2016 in Rasnov waren der neunte Platz über 10 km klassisch und der fünfte Rang mit der Staffel. Im März 2016 wurde sie schwedische Juniorenmeisterin im Sprint, im Skiathlon und über 10 km Freistil. Im Skilanglauf-Weltcup debütierte er bei der Tour de Ski 2016/17, die er auf dem 34. Platz beendete. Dabei holte er in Oberstdorf mit dem 26. Platz im Skiathlon seine ersten Weltcuppunkte. Bei den U23-Weltmeisterschaften 2017 in Soldier Hollow belegte er den 35. Platz über 15 km Freistil, den 24. Rang im Skiathlon und den achten Platz im Sprint. Beim Weltcup-Finale 2017 in Québec errang er den 37. Platz. Bei den Olympischen Winterspielen 2018 in Pyeongchang lief er auf den 40. Platz im 50-km-Massenstartrennen und auf den 27. Rang im Sprint.
In der Saison 2018/19 belegte Thorn den neunten Platz beim Lillehammer Triple, den 18. Rang bei der Tour de Ski 2018/19 und den 15. Platz beim Weltcupfinale in Québec und erreichte damit den 19. Platz im Gesamtweltcup und den 18. Rang im Sprintweltcup. Beim Saisonhöhepunkt, den Nordischen Skiweltmeisterschaften 2019 in Seefeld in Tirol, lief er auf den 20. Platz im Sprint, auf den 12. Rang über 15 km klassisch und auf den fündften Platz mit der Staffel. Nach der Saison 2020/21 beendete er seine Karriere.

## Platzierungen im Weltcup

### Weltcup-Statistik
Die Tabelle zeigt die erreichten Platzierungen im Einzelnen.
- 1.–3. Platz: Anzahl der Podiumsplatzierungen
- Top 10: Anzahl der Platzierungen unter den ersten zehn
- Punkteränge: Anzahl der Platzierungen innerhalb der Punkteränge
- Starts: Anzahl gelaufener Rennen in der jeweiligen Disziplin
- Hinweis: Bei den Distanzrennen erfolgt die Einordnung gemäß FIS.

| Platzierung         | Distanzrennen a | Distanzrennen a | Distanzrennen a | Distanzrennen a | Distanzrennen a | Skiathlon Verfolgung | Sprint | Etappen- rennen b | Gesamt | Team   | Team    |
| Platzierung         | ≤ 5 km          | ≤ 10 km         | ≤ 15 km         | ≤ 30 km         | > 30 km         | Skiathlon Verfolgung | Sprint | Etappen- rennen b | Gesamt | Sprint | Staffel |
| ------------------- | --------------- | --------------- | --------------- | --------------- | --------------- | -------------------- | ------ | ----------------- | ------ | ------ | ------- |
| 1. Platz            |                 |                 |                 |                 |                 |                      |        |                   |        |        |         |
| 2. Platz            |                 |                 |                 |                 |                 |                      |        |                   |        |        |         |
| 3. Platz            |                 |                 |                 |                 |                 |                      |        |                   |        |        |         |
| Top 10              |                 |                 |                 |                 |                 |                      |        | 1                 | 1      | 1      | 1       |
| Punkteränge         |                 | 1               | 12              | 1               |                 | 4                    | 6      | 3                 | 27     | 1      | 2       |
| Starts              |                 | 2               | 20              | 1               | 1               | 11                   | 22     | 6                 | 63     | 1      | 2       |
| Stand: Karriereende |                 |                 |                 |                 |                 |                      |        |                   |        |        |         |

### Weltcup-Gesamtplatzierungen
| Saison  | Gesamt | Gesamt | Distanz | Distanz | Sprint | Sprint |
| Saison  | Punkte | Platz  | Punkte  | Platz   | Punkte | Platz  |
| ------- | ------ | ------ | ------- | ------- | ------ | ------ |
| 2016/17 | 34     | 97.    | 28      | 67.     | 6      | 84.    |
| 2017/18 | 65     | 71.    | 26      | 67.     | 39     | 39.    |
| 2018/19 | 428    | 19.    | 143     | 26.     | 143    | 18.    |
| 2019/20 | 30     | 86.    | 5       | 89.     | 25     | 58.    |
| 2020/21 | 10     | 119.   | -       | -       | 10     | 72.    |